# Ральф Торнгрен
Ральф Йоган Густав Торнгрен (фін. Ralf Johan Gustaf Törngren; *1 березня 1899, Оулу — †16 травня 1961, Турку) — фінський політик. Лідер Шведської народної партії (1945—1955), депутат парламенту Фінляндії та прем'єр-міністр Фінляндії (5 травня 1954 — 20 жовтня 1954). Один з кандидатів на посаду президента Фінляндії в 1956 році.

## Політична кар'єра
- 1944—1945 — міністр соціальної політики
- 1945—1948 — міністр фінансів
- 1950—1951 — міністр соціальної політики
- 1951 — другий міністр фінансів
- 1951—1952 — міністр соціальної політики
- 1952—1953 — заступник міністра закордонних справ
- 1953—1954 — міністр закордонних справ
- 1954 — прем'єр-міністр
- 1956—1957 — міністр закордонних справ
- 1959—1961 — міністр закордонних справ